# Tourismus in Brandenburg

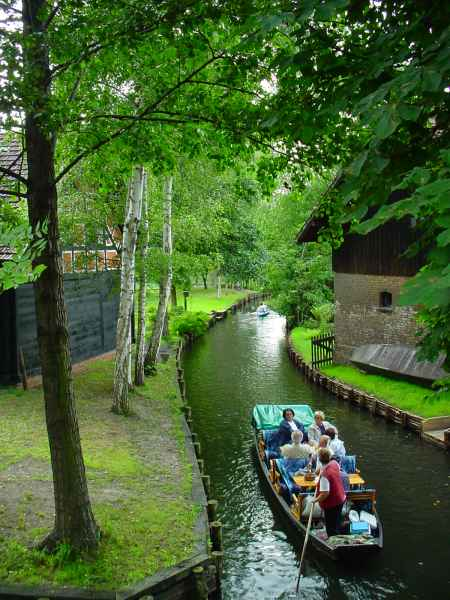
Kahnfahrten in Lehde, Spreewald

Der Tourismus in Brandenburg wird bestimmt durch Landschaft, Schlösser und Burgen, als historisch geltende Stadtkerne, wald- und wasserreiche Großschutzgebiete mit Möglichkeiten zum Landurlaub, Wassersport, Radsport und Wandern. Die Branche verzeichnete 2012 über 60.000 Beschäftigte und nahezu 11,5 Millionen Übernachtungen.
Das Brandenburger Lebuser Land an der Oder wurde für 2003/2004 zur grenzüberschreitenden Landschaft des Jahres gewählt. Die Havel wurde 2004/2005 Flusslandschaft des Jahres. Seit 2001 wird der Tourismuspreis des Landes Brandenburg vergeben, in dem jährlich drei als besonders „kreativ“ angesehene touristische Angebote, als „vorbildhaft“ geltende Projekte und als „innovativ“ geltende Dienstleistungen im Tourismus ausgezeichnet werden.

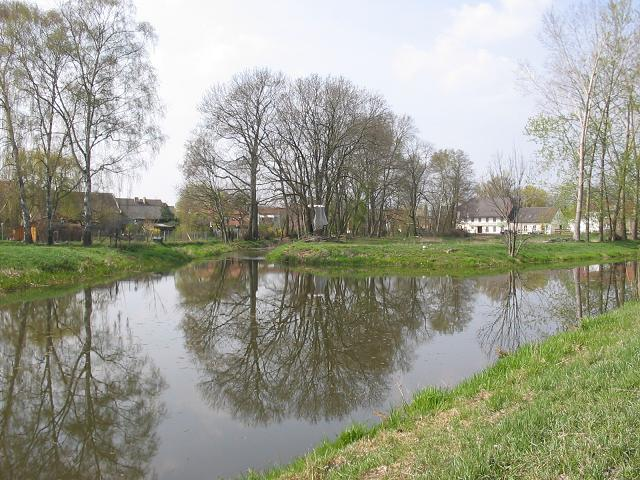
Nuthe bei Saarmund

Das Biosphärenreservat Spreewald und der Naturpark Westhavelland, der mit den angrenzenden Luchlandschaften Rhinluch, Havelländisches Luch, Dossebruch und Jäglitzniederung ein zusammenhängendes Binnen-Feuchtgebiet bildet, sind Beispiele für touristisch frequentierte Gebiete.
Mit 3087 Seen ist Brandenburg nach Bayern und Mecklenburg-Vorpommern an dritter Stelle aller Bundesländer, mit ca. 100.000 Hektar nimmt die Wasserfläche 13 % der gesamten Landesfläche ein.

## Historische Stadtkerne
Die Arbeitsgemeinschaft Städte mit historischen Stadtkernen des Landes Brandenburg weist 31 Städte mit altem Stadtkern aus.

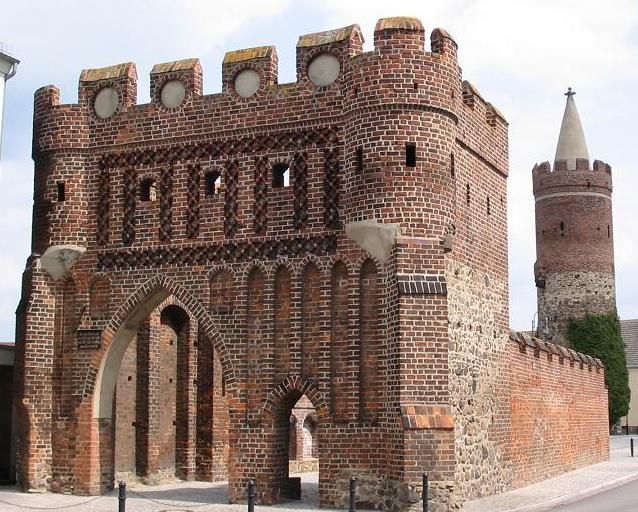
Dammtor in Jüterbog, 15. Jahrhundert
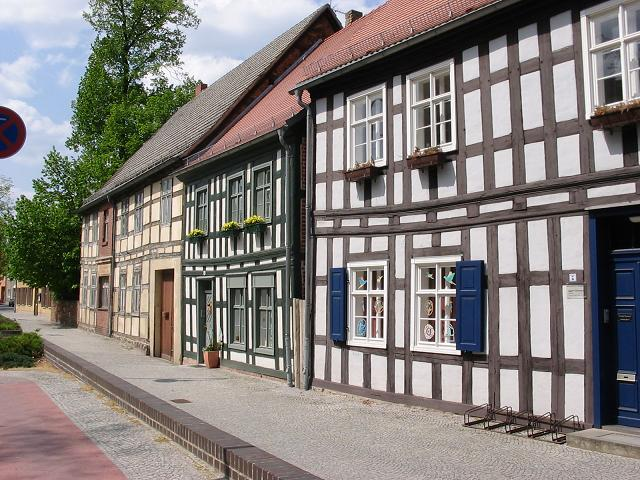
Treuenbrietzen

## Großschutzgebiete
Der Naturschutz hat im Land Brandenburg eine hohe Priorität. Im Jahr 2002 sind im Land 15 Großschutzgebiete ausgewiesen, darunter eines als Nationalpark, drei als Biosphärenreservat und elf als Naturpark. Insgesamt nehmen die Großschutzgebiete rund ein Drittel der Landesfläche ein. Dazu kommen Naturschutzgebiete und Totalreservate wie das Plagefenn im Biosphärenreservat Schorfheide-Chorin zwischen Liepe und Brodowin – hier ist selbst die Forstwirtschaft und das Betreten verboten. Teile der Großschutzgebiete und weitere Brandenburger Landschaften und Sehenswürdigkeiten können auf teils gut erschlossenen Wanderwegen erkundet werden. Daneben gibt es neu eingerichtete und bestens befahrbare Radwege, die, wie beispielsweise der Gurken-Radweg das Biosphärenreservat Spreewald, den vielfältigen Naturraum in Brandenburg näher bringen.
- 1 Nationalpark:
  - Nationalpark Unteres Odertal (106 km²)
- 3 Biosphärenreservate:
  - Biosphärenreservat Flusslandschaft Elbe-Brandenburg (533 km²)
  - Biosphärenreservat Schorfheide-Chorin (1291 km²)
  - Biosphärenreservat Spreewald (474 km²)

- 11 Naturparks:
  - Naturpark Barnim (750 km²)

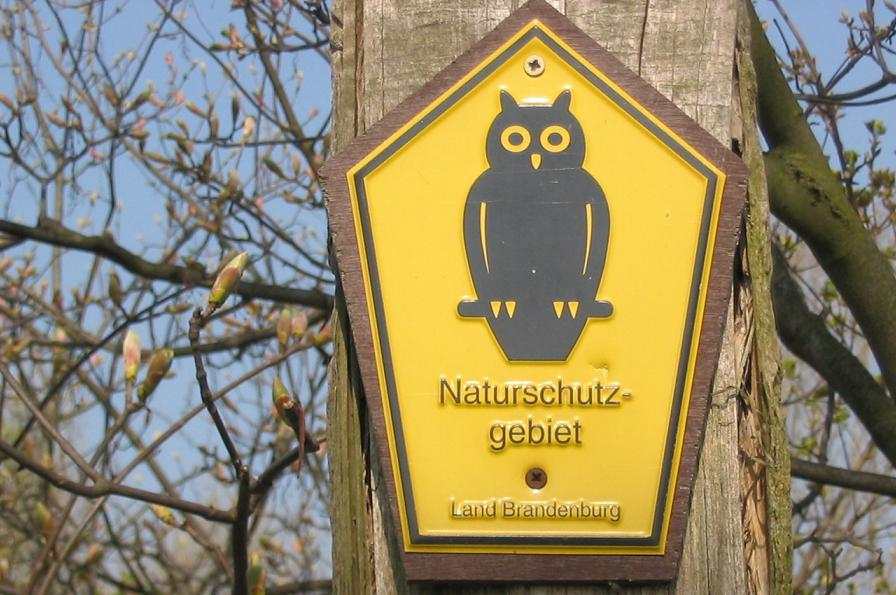
Schild Naturschutzgebiet

  - Naturpark Dahme-Heideseen (594 km²)
  - Naturpark Hoher Fläming (827 km²)
  - Naturpark Märkische Schweiz (204 km²)
  - Naturpark Niederlausitzer Heidelandschaft (490 km²)
  - Naturpark Niederlausitzer Landrücken (580 km²)
  - Naturpark Nuthe-Nieplitz (623 km²)
  - Naturpark Uckermärkische Seen (895 km²)
  - Naturpark Schlaubetal (225 km²)
  - Naturpark Stechlin-Ruppiner Land (1080 km²)
  - Naturpark Westhavelland (1315 km²)

## Regionalparks
Sind Nationalparks und Naturparks in erster Linie dem Naturschutz verpflichtet, dienen die geschichtlich jüngeren Regionalparks rund um Berlin vor allem einer nachhaltigen Stadt-Umland-Entwicklung, die mit ihrer Strategie zum Freiraumschutz den Schwerpunkt auf die Bereiche Freizeit und Tourismus legen. Acht Regionalparks in Brandenburg und Berlin bemühen sich unter einem 2003 gegründeten Dachverband, die landschaftlichen und kulturhistorischen Besonderheiten ihrer Regionen der eigenen Bevölkerung und den Besuchern – vor allem aus der Metropolregion Berlin/Brandenburg – näherzubringen.

## Wandern, Sport und Wasser

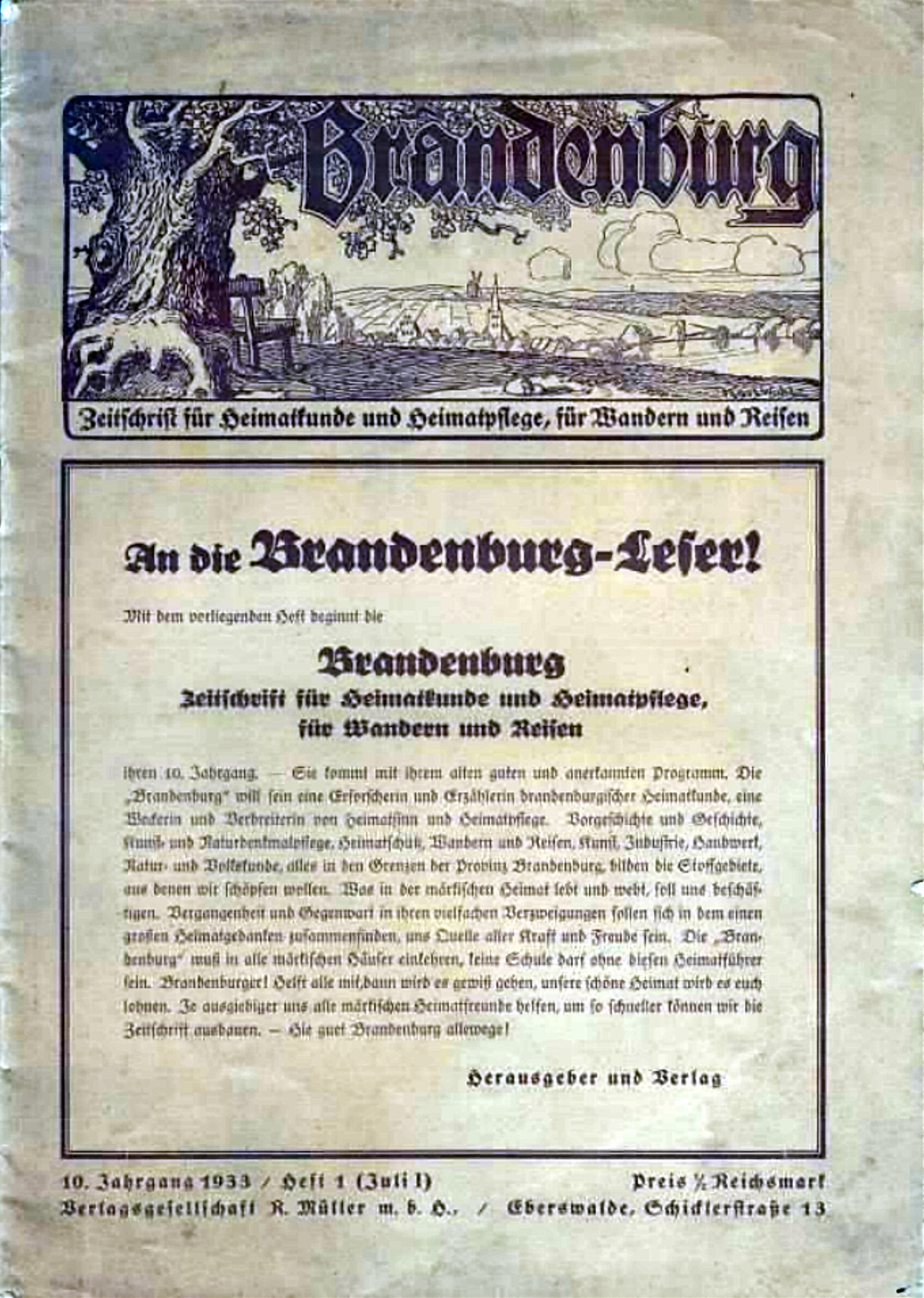
Zeitschrift für Heimatkunde und Heimatpflege für Wandern und Reisen (1933)

Dem Wanderer stehen in Brandenburg 3400 km ausgeschilderte Wanderwege zur Verfügung. Dazu gehört auch die 374 km lange 66-Seen-Regionalparkroute um Berlin herum durch alle acht Regionalparks. Im Jahr 2012 findet im Fläming der Deutsche Wandertag statt.
Für Radfahrer stehen 2400 km ausgeschilderte Radwege zur Verfügung. Der längste Radweg ist mit über 1000 km die Tour Brandenburg, sowie die Flaeming Skate, eine 230 km ausgebaute Strecke mit Rundkursen für Skater.
Weitere touristische Angebote sind über 100 Reiterhöfe, knapp 350 Reitervereine und über 5000 km markierte Reitwege. Darüber hinaus gibt es 20 Anbieter für Ballonfahrten, 17 Golfplätze (überwiegend mit Gastpielregelungen), 4 Segelflugareale und 20 Sonderlandeplätze wie beispielsweise Sportflugplätze.
Weitere Angebote sind zwei Draisinenstrecken auf stillgelegten Bahngleisen. Es gibt 3.087 Seen, 33.000 km Wasserläufe, 8.000 km Gewässer für Wasserfahrzeuge ohne Motor wie Kanus, 1.600 km für Motorboote freigegebene Gewässer.

## Reisegebiete in Brandenburg und ihre Sehenswürdigkeiten

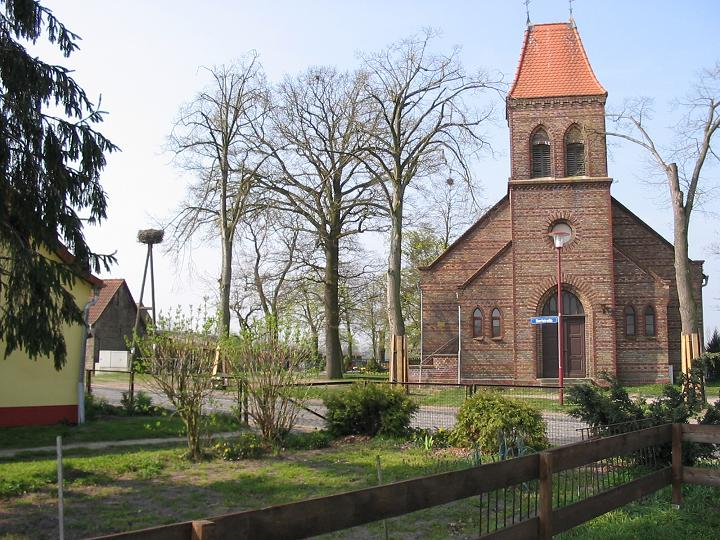
Kirche in Fahlhorst, Storchennest

Für den Tourismus ist Brandenburg in 13 Reisegebiete aufgeteilt, die nicht immer deckungsgleich mit der Verwaltungsgliederung in Landkreise (s. o.) sind.

### Barnim
- Schiffshebewerk Niederfinow
- Zoologischer Garten Eberswalde
- Ökodorf Brodowin
- Wildpark Schorfheide

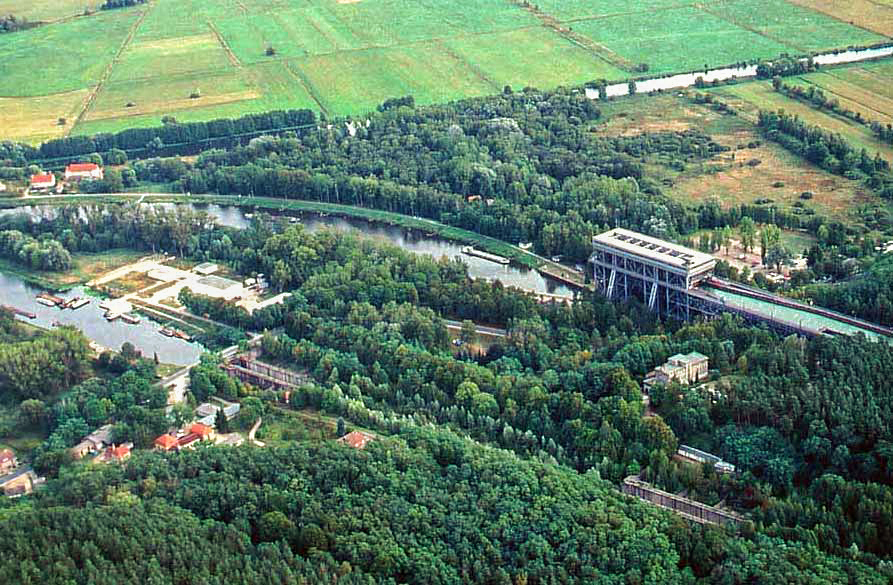
Luftaufnahme Schiffshebewerk Niederfinow

- Wandergebiet der Gamengrund-Seenkette
- Werbellinsee
- Oberbarnimer Feldsteinroute

### Dahme-Seengebiet
- Schloss Königs Wusterhausen

### Elbe-Elster-Land

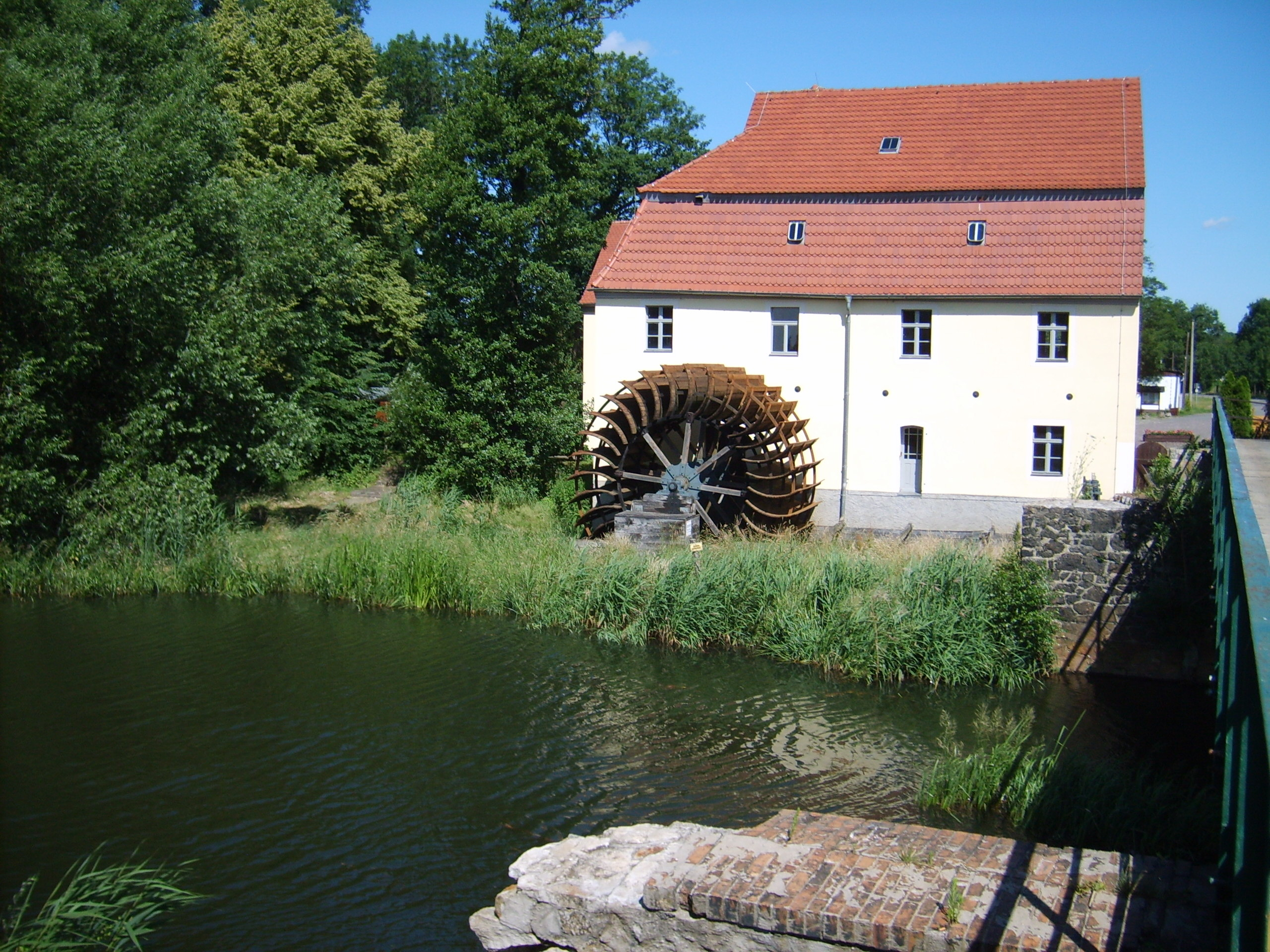
Elstermühle Plessa

- Naturpark Niederlausitzer Heidelandschaft (teilweise)
- Brikettfabrik Louise
- Elstermühle Plessa
- Kraftwerk Plessa
- Saathainer Rosengarten
- Schlösser Stechau, Elsterwerda, Doberlug, Martinskirchen, Uebigau
- St.-Marienkirche (Herzberg)
- Miniaturenpark Elsterwerda
- Die Heidehöhe mit Aussichtsturm im Schraden (Landschaft) (höchste topographische Erhebung in Brandenburg)

### Potsdam
- Schloss und Park Sanssouci
- Schloss und Park Babelsberg

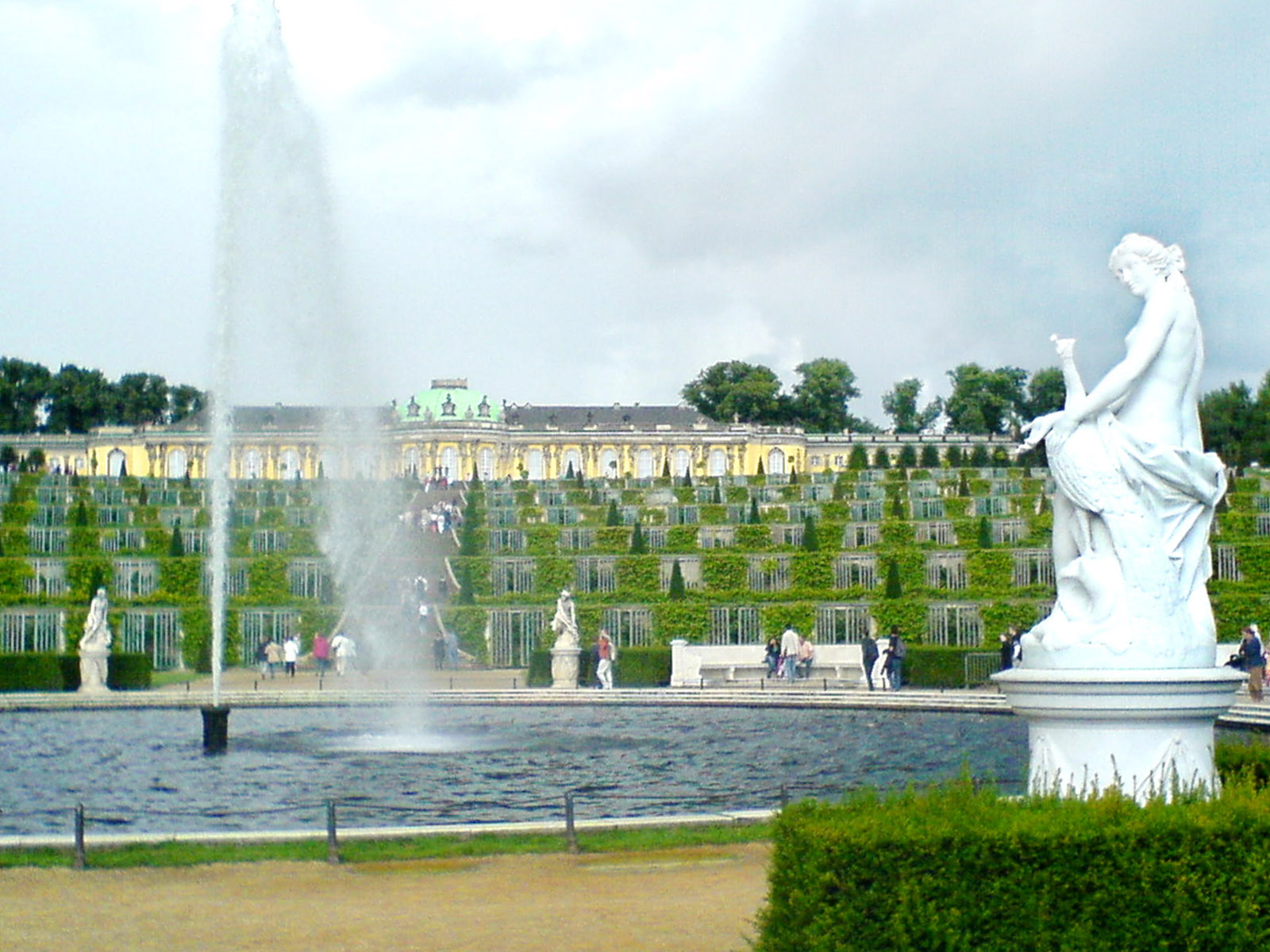
Schloss und Park Sanssouci

- Neuer Garten mit Schloss Cecilienhof
- Filmpark Babelsberg

### Fläming
- Burg Eisenhardt in Bad Belzig
- SteinTherme in Bad Belzig
- Kristalltherme Ludwigsfelde
- Burg Rabenstein
- Burg Ziesar in Ziesar mit dem Museum zur Christianisierung der Mark Brandenburg
- Schloss Wiesenburg
- Kloster Zinna
- Schloss Wiepersdorf
- Schloss Blankensee, insbesondere der Sudermann-Park
- Fläming-Skate
- Die mittelalterlichen Feldsteinkirchen in vielen Fläming-Dörfern
- Museumsdorf Glashütte in Baruth/Mark
- Kunstwanderweg Hoher Fläming

### Havelland
- Brandenburg an der Havel (Dom)
- Ziegeleimuseum Glindow
- Zisterzienserkloster Lehnin
- Baumblütenfest in Werder
- Schloss Caputh, Caputh
- Einsteinhaus Caputh
- Schloss Paretz

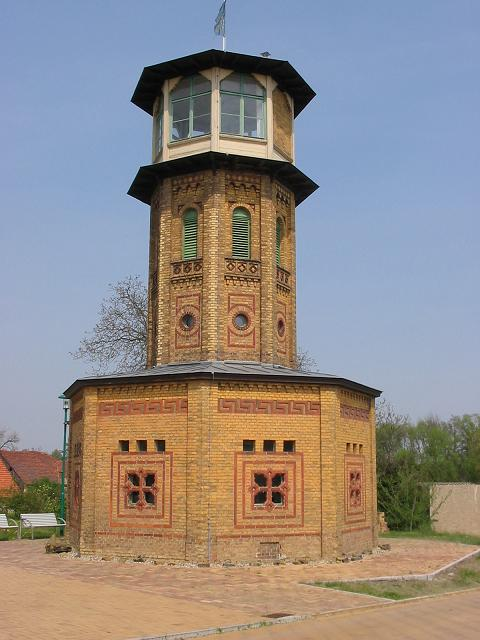
Ziegeleimuseum Glindow

- Schulmuseum und Schloss in Reckahn
- Spielzeugmuseum im Havelland in Kleßen
- Schloss Ribbeck

### Märkisch-Oderland
- Buckow (Märkische Schweiz)
- Schloss Neuhardenberg, Neuhardenberg
- Schloss Wulkow
- Wandergebiet Forst Prötzel am Gamengrund mit dem Blumenthal

### Niederlausitz
- Naturpark Niederlausitzer Heidelandschaft (teilweise)
- Calauer Schweiz
- Schloss und Park Branitz in Cottbus
- Finsterwalder Schloss
- Festungsanlage mit Schloss Senftenberg
- Schloss Sallgast
- Schloss Doberlug
- Zisterzienserklosters „Dobrilugk“ in Doberlug-Kirchhain
- Slawenburg Raddusch
- Niederlausitzer Museumseisenbahn
- Weißgerbermuseum in Doberlug-Kirchhain
- Ostdeutscher Rosengarten Forst (Lausitz)
- Internationale Bauausstellung Fürst-Pückler-Land
- Besucherbergwerk Abraumförderbrücke F60
- Naturschutzgebiet Bergbaufolgelandschaft Grünhaus
- Lausitzring

### Prignitz

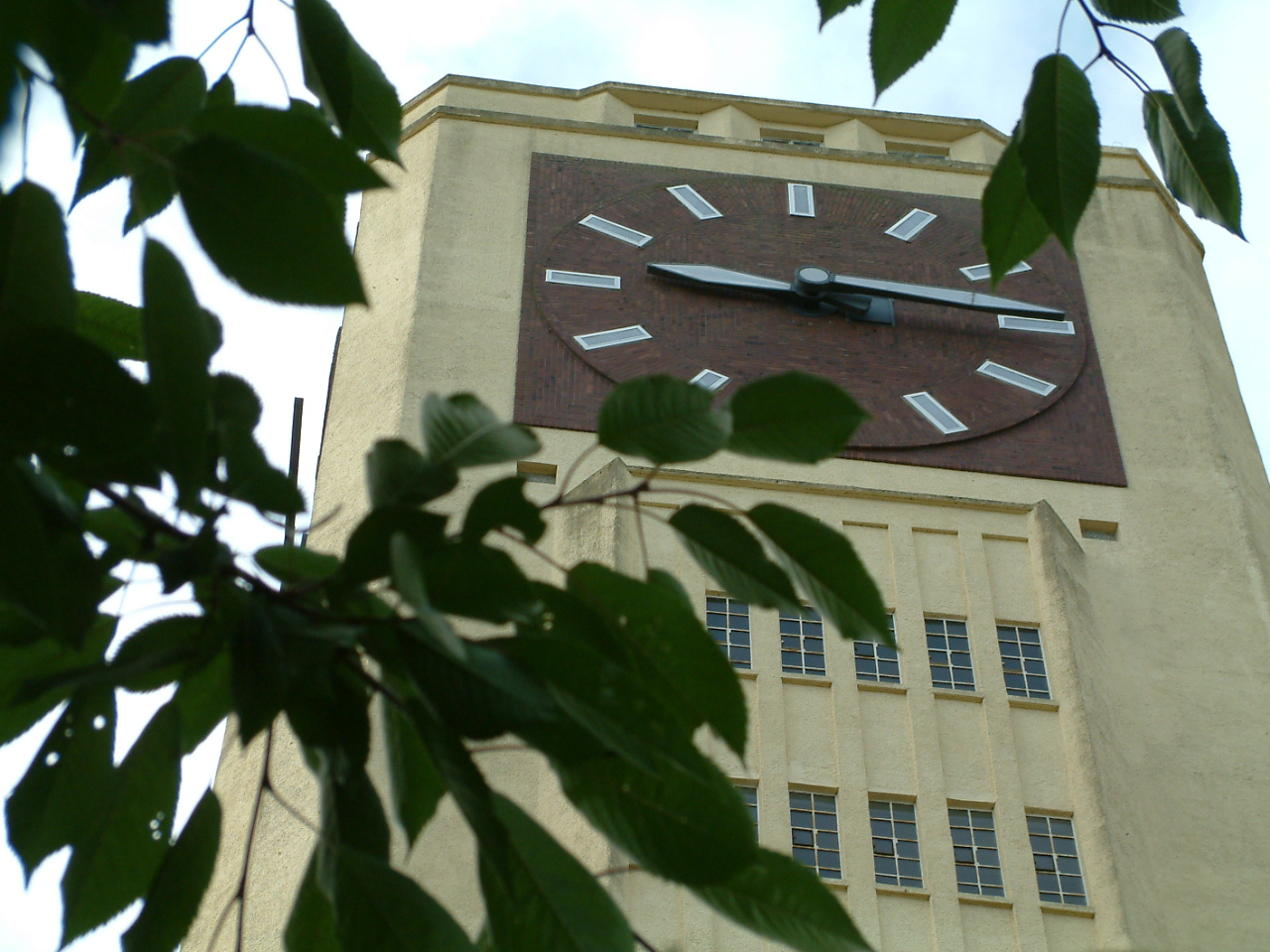
Turmuhr des Nähmaschinenwerkes in Wittenberge (Größte freistehende Turmuhr auf dem europäischen Festland)

- Plattenburg, größte Wasserburg Norddeutschlands bei Bad Wilsnack (Kurort)
- Uhrenturm des Nähmaschinenwerkes in Wittenberge
- Zisterzienserkloster Stift zum Heiligengrabe

### Ruppiner Seenland

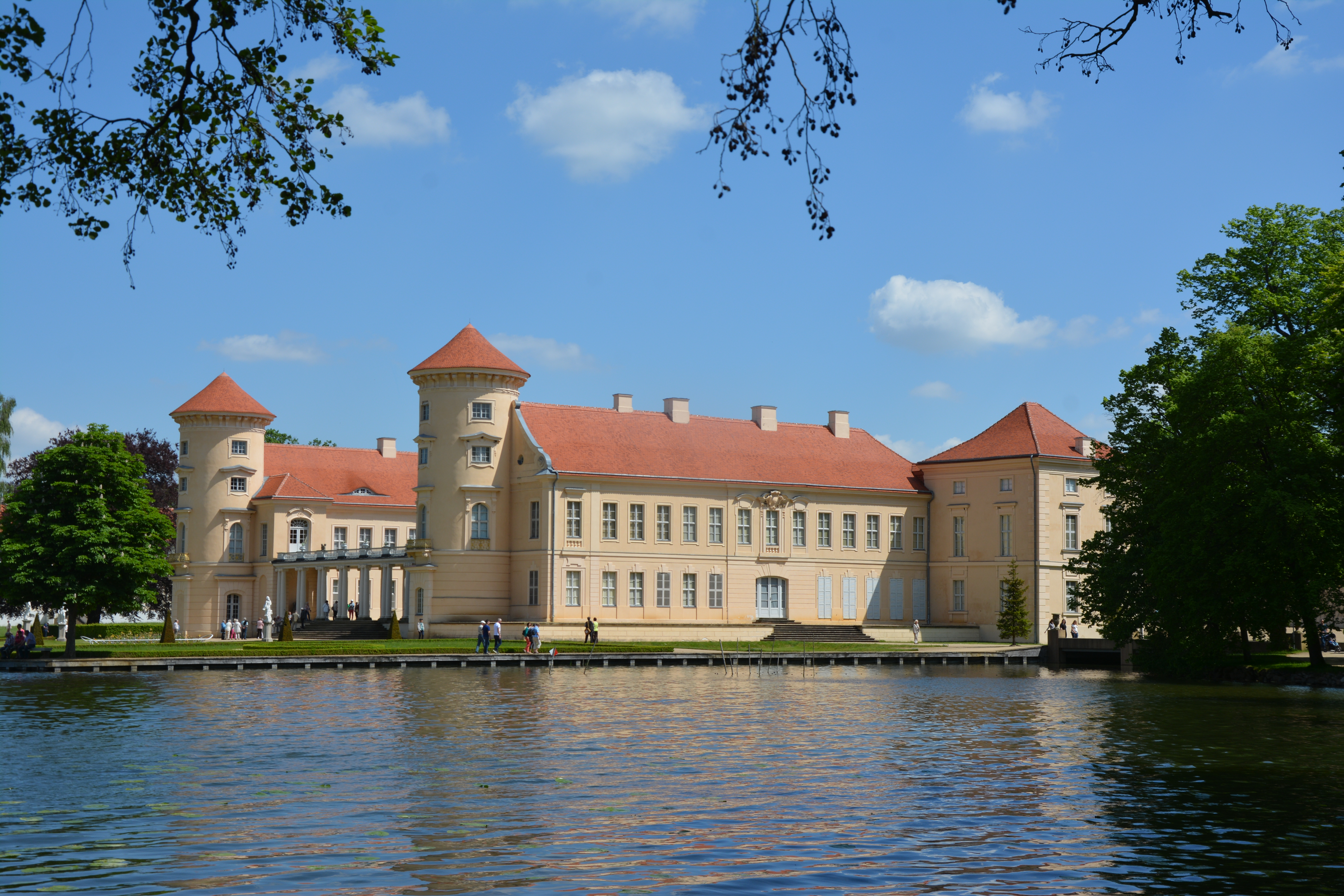
Schloss Rheinsberg

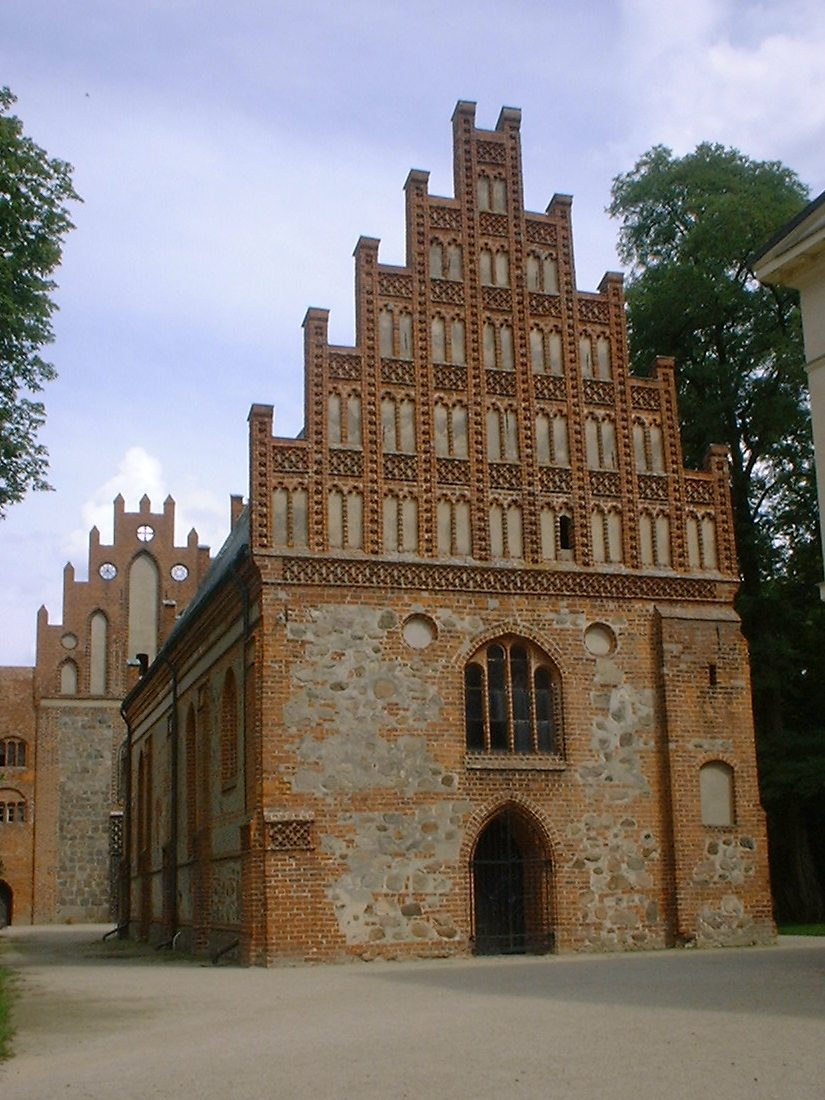
Heiliggrabkapelle im Kloster Stift zum Heiligengrabe

- Gedenkstätte und Museum Sachsenhausen in Oranienburg
- Mahn- und Gedenkstätte Ravensbrück in Fürstenberg/Havel
- Ziegeleipark Mildenberg
- Fontanestadt Neuruppin
- Schloss und Park Oranienburg
- Schloss und Park Rheinsberg
- Ofen- und Keramikmuseum in Velten
- Kloster Himmelpfort in Himmelpfort

### Seenland Oder-Spree
Das Seenland Oder-Spree besteht aus den Landkreisen Märkisch-Oderland und Oder-Spree. Der touristische Dachverband dieser Region ist der Tourismusverband Seenland Oder-Spree e. V. mit Sitz in Bad Saarow, welcher Mitglied des Bündnisses Pro Wirtschaft ist.
- Bad Saarow
- Zisterzienserkloster Neuzelle
- Schlaubetal

### Uckermark

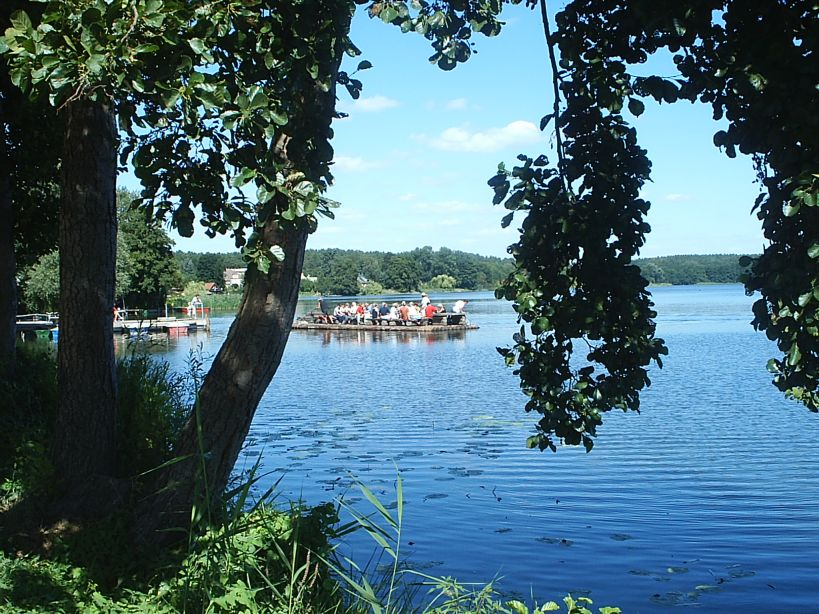
Floßtourismus auf dem Oberpfuhl, Lychen

- Historische Altstädte von Angermünde und Templin
- NABU-Naturerlebniszentrum Blumberger Mühle
- Nationalpark Unteres Odertal
- Stadtmauer und Marienkirche in Prenzlau
- Theater Klosterruine Boitzenburg
- Uckermärkische Seen

### Spreewald
- Lübbenau/Spreewald
- Freilandmuseum in Lehde
- Tropical Islands
- Slawenburg Raddusch

## Statistische Daten
| Reiseregion           | Übernachtungen in Beherbergungsbetrieben und auf Campingplätzen (2009) | Bettenangebot in Beherbergungsbetrieben ohne Campingplätze (2009) | Bettenauslastung der Beherbergungsbetriebe ohne Campingplätze (2009, in Prozent) |
| --------------------- | ---------------------------------------------------------------------- | ----------------------------------------------------------------- | -------------------------------------------------------------------------------- |
| Barnimer Land         | 731.200                                                                | 4.137                                                             | 35,7                                                                             |
| Dahme-Seengebiet      | 707.400                                                                | 4.274                                                             | 38,1                                                                             |
| Elbe-Elster-Land      | 211.300                                                                | 1.554                                                             | 32,9                                                                             |
| Fläming               | 980.800                                                                | 7.711                                                             | 33,5                                                                             |
| Havelland             | 769.800                                                                | 6.281                                                             | 27,2                                                                             |
| Märkisch-Oderland     | 736.200                                                                | 4.565                                                             | 42,3                                                                             |
| Niederlausitz         | 417.900                                                                | 2.981                                                             | 25,8                                                                             |
| Oder-Spree-Seengebiet | 1.229.500                                                              | 9.709                                                             | 30,6                                                                             |
| Potsdam               | 831.000                                                                | 5.098                                                             | 42,7                                                                             |
| Prignitz              | 277.100                                                                | 2.030                                                             | 30,7                                                                             |
| Ruppiner Seenland     | 1.290.800                                                              | 9.854                                                             | 33,1                                                                             |
| Spreewald             | 1.274.000                                                              | 7.195                                                             | 39,4                                                                             |
| Uckermark             | 795.100                                                                | 5.267                                                             | 35,8                                                                             |
| Brandenburg           | 10.252.100                                                             | 70.656                                                            | 35,2                                                                             |